# Cantó de Morlans
El cantó de Morlans és un cantó al districte de Pau (departament dels Pirineus Atlàntics, regió de Nova Aquitània) que té 29 municipis: Avera, Andonsh, Anòs, Arrien, Barinco, Vernadèths, Buròs, Escobés, Eshlorentias, Espeisheda, Gavaston, Higuèra e Soja, Lesporcin, Lombiar, Maucòr, Montardon, Morlaàs, Aulhon, Riupeirós, Sent Armon, Sent Castin, Sent Jacme, Sent Laurenç e Bretanha, Seuvòla, Setzèra, Sendèts, Sèrras Castèth, Sèrra de Morlans i Uròst.
| Data d'elecció                               | Nom               | Partit | Qualitat           |
| -------------------------------------------- | ----------------- | ------ | ------------------ |
| 1972                                         | Louis Lahitte     |        |                    |
| 1976                                         | Pierre Menjucq    |        |                    |
| 1982                                         | Pierre Menjucq    | UDF    |                    |
| 1988                                         | Pierre Menjucq    | UDF    |                    |
| 1994                                         | Pierre Menjucq    | UDF    | conseller regional |
| 2001                                         | Pierre Menjucq    | UDF    |                    |
| 2008                                         | Stéphane Coillard | PS     |                    |
| Les dades anteriors a 1972 no són conegudes. |                   |        |                    |